# Projekt: Antarktis
Projekt: Antarktis ist ein Deutscher Dokumentarfilm aus Bremerhaven der Regisseure Michael Ginzburg, Tim Müller-Zitzke und Dennis Vogt aus dem Jahr 2018. Der Film handelt von einer Reise zur Antarktis. Hauptdarsteller sind Michael Ginzburg, Tim Müller Zitzke und Dennis Vogt. Der Film startete am 25. Oktober 2018 in den deutschen Kinos.

## Kritiken
„In ihrem Dokumentarfilm schildern Ginzburg, Müller-Zitzke und Vogt das Abenteuer ihrer Reise in die Antarktis. Die drei jungen Freunde, die sich mit Fotografie und Film beschäftigen, wollen ihren Traum verwirklichen, auf dem Eis des südlichsten Kontinents zu drehen. Sie haben die finanziellen Mittel aufgetrieben, investieren viel Zeit und Arbeit und werden von einer Reihe unvorhergesehener Schwierigkeiten auf die Probe gestellt. So nimmt im Film der weiße Kontinent selbst weniger Raum ein als der längst nicht immer spannende Weg dorthin.“

"Den die Macher auch als Aufruf an die junge Generation verstanden wissen wollen, an ihre Ziele zu glauben, sich nicht abhalten zu lassen, sondern einfach zu machen. Ist es am Ende aber egal was man macht oder sollte das Erlebte auch etwas Besonderes sein? Als Film über die Antarktis kann man „Projekt: Antarktis“ nur bedingt bezeichnen, viel mehr schon als Film über drei junge Männer der Generation Facebook, die Freunde und Fremde an einem Moment der Selbstfindung teilhaben lassen."

## Handlung
„Tim, Michael und Dennis sind Künstler, Fotografen und Filmemacher. Sie haben ein Ziel: in die Antarktis reisen, das Abenteuer mit der Kamera festhalten und daraus einen Kinofilm machen. Für dieses Ziel sind sie bereit, alles auf eine Karte zu setzen. Ohne Produktionsfirma und konkreten Abnehmer, dafür aber mit ganz viel Unvernunft und zwei Jahren unbezahlter Investitionszeit machen sie sich auf dem Weg in die Antarktis. Nur so können sie herausfinden, ob man wirklich alles erreichen kann, wenn man es nur stark genug will. Ihre Reise möchten sie mit allen Höhen und Tiefen festhalten. Doch bevor es überhaupt richtig losgeht, stehen sie vor einem riesengroßen Tief. Denn in Buenos Aires beschlagnahmt der Zoll ohne Angabe von Gründen ihr komplettes antarktistaugliches Equipment. Die jungen Männer lassen sich von diesem Rückschlag aber nicht entmutigen…“

## Besucherzahlen
Der Film startete in 50 deutschen Kinos und erreichte am 25. Oktober 2018 insgesamt 3.638 Besucher. 2019 lief der Film auch in neun österreichischen Kinos an.